# Ovation
En ovation eller stående ovation er en speciel form for bifald, hvor forsamlingen, i tillæg til klapperiet og evt. tilråb, rejser sig op. Denne gestus udføres for at vise styrket anerkendelse af det eller den, som ovationen rettes til. Kutyme omkring anvendelsen af ovation er forskellig, men det betragtes normalt som en betydelig ære at modtage en ovation.
Akklamationen er en variant af den stående ovation, som kan forekomme, når der i en forsamling foretages valg/kåring af en kandidat uden modkandidater.
Oprindelsen af det danske ord ovation kommer fra dette latinske ord ovatio.